# Woody Woodpecker geht ins Camp
Woody Woodpecker geht ins Camp (Originaltitel: Woody Woodpecker Goes to Camp) ist ein US-amerikanischer Animation/Realfilm aus dem Jahr 2024 und ist die Fortsetzung zu Woody Woodpecker aus dem Jahr 2017. Regie führte Jon Rosenbaum, während Stephen Mazur und Cory Edwards das Drehbuch schrieben. Der Film wurde von Universal 1440 Entertainment in Zusammenarbeit mit Universal Animations Studios produziert und wurde am 12. April auf Netflix veröffentlicht.

## Handlung
Woody Woodpecker sorgt im Wald mehr und mehr für Unmut, sodass der Forestchef Max DePina Woody nach einem ernsten Gespräch noch eine Chance gibt. Wenn er diese nicht nutzt, fliegt er aus dem Wald. Woody, ängstlich und wütend, will sich beweisen und sucht nach einer Möglichkeit, dies zu tun. Auf seinem Flug durch den Wald findet er schließlich Platz in einem Camp namens „Camp Woo Hoo“. Hier lässt sich Woody nieder und genießt das vorerst unbeschwerte Leben. Doch bald wird er Zeuge einer Camp-Truppe, die sich auf die Geländespiele gegen das andere Camp „Hoo Rah“ vorbereitet. Doch so richtig funktioniert die Vorbereitung nicht. Als diese dann auch noch ausgelacht werden, sieht Woody die Gelegenheit, sich zu beweisen, da der Hauptpreis eine Medaille ist, die ihn als geschätztes Tier des Waldes anerkennt.
Während Woody die einzelnen Teammitglieder nach und nach motiviert, streift jedoch ein alter Feind von Woody umher, Buzz Buzzard, der die Camp-Teams manipulieren will, um den Platz für sich zu beanspruchen. Bei seinen Versuchen, die Camps auszuschalten, wird er immer wieder selbst ausgeschaltet. Doch dann gerät Buzz Buzzard an Woody. Woody, überrascht und energisch, will ihn loswerden, und das führt zu einem Kampf im Gemeinschaftsraum. Teamkapitänin von Camp Woo Hoo, Angie, ist enttäuscht und schickt Woody weg. Dieser ist innerlich zerstört, bis er Buzz Buzzard entdeckt. Mit Tricks und Tücken trickst er den Buzzard aus und erkennt, dass er versuchte, die Camps zu manipulieren. Woody will die Camps warnen, doch niemand glaubt ihm, also verspricht er den Sieg für Camp Woo Hoo – wenn das Team nicht gewinnt, bekommt Woody seine Medaille nicht. Woody trainiert das Team hart, mit Kompetenz und Führungsstärke, und so steht das letzte Spiel der Geländespiele an.
Das letzte Spiel ist ein Fahnenspiel: Das Team, welches die Fahne als erstes vom gegnerischen Team holt, gewinnt die Geländespiele. Für Camp Woo Hoo läuft es miserabel, denn Camp Hoo Rah ist zu stark. Doch statt aufzugeben, ändern sie die Strategie, und setzen auf die Stärken der einzelnen Teammitglieder. Am Ende holt sich Camp Woo Hoo so schließlich die Fahne. Nach diesem Sieg freuen sich alle, und Woody bekommt seine Medaille. Doch der Abschied fällt schwer, denn Woody hat gelernt, dass allein sein nicht immer das Wahre ist. Dennoch fliegt er schließlich zurück und präsentiert seine Medaille, mit der er wieder Teil der Waldgemeinschaft ist.

## Besetzung
| Rolle            | Darsteller               | Deutscher Sprecher |
| ---------------- | ------------------------ | ------------------ |
| Woody Woodpecker | Eric Bauza               | Paul Sedlmeir      |
| Buzz Buzzard     | Kevin Michael Richardson | Christian Intorp   |
| Wally Walrus     | Tom Kenny                | Sebastian Liebich  |
| Maggie           | Chloe De Los Santos      | Emilia Liebich     |
| Orson            | George Holahan-Cantwell  | Toni Wegewitz      |
| Devin            | CC Dewar                 |                    |
| Rose             | Esther Son               | Ella Pfeiffer      |
| Lieferjunge      | William Atticus Parker   |                    |
| Obadiah          | Ian Rooney               |                    |